# Tia Hellebaut
Tia Hellebaut (Antwerpen, 1978. február 16. –) olimpiai bajnok belga atléta, magasugró. Szabadtéren magasugrásban és hétpróbában, fedettpályán magas- és távolugrásban, valamint ötpróbában tart belga rekordot.

## Pályafutása
2004-ben, Athénban vett részt első alkalommal az olimpiai játékokon. Hellebaut bejutott ugyan a döntőbe, de ott 1,85-ös eredménnyel az utolsó, tizenkettedik lett.
A 2006-os göteborgi Európa-bajnokságon érte el pályafutása első nemzetközi sikerét. A döntőben 2,03-ot ugrott, ugyanakkorát mint a bolgár Venelina Veneva; kettejük közt az egyetlen sikeres próbálkozás döntött a javára. Mindössze néhány órával később barátja és honfitársa, Kim Gevaert megnyerte a 200 méteres síkfutás számát. A képek, melyeken együtt ünnepelnek a nemzeti zászlóba burkolózva a belga sporttörténelem meghatározó részévé váltak.
2007-ben 2,05-ös új belga rekorddal győzött a fedett pályás Európa-bajnokságon. A szezon nagy részén azonban bokasérülés hátráltatta, ami leginkább a gerelyhajításban okozott gondot, ezért hanyagolta a hétpróbázást ebben az időszakban.
2008-ban többpróbában is a nemzetközi élvonalba került, amikor aranyérmes lett a fedett pályás világbajnokságon az ötpróba számában. A pekingi olimpián egyedül a magasugrás versenyében indult. Hellebaut könnyedén jutott döntőbe, ahol nemzeti rekordot ugorva, 2,05-dal győzött a szám abszolút esélyese, a horvát Blanka Vlašić előtt. Ketten azonos eredménnyel zártak, így a kevesebb rontásnak köszönhetően nyert. Ez volt az első atlétikai számban nyert belga női aranyérem az olimpián.
A siker ellenére 2008. december 5-én bejelentette visszavonulását, majd 2009. június 9-én megszülte első gyermekét. Honfitársa, a Grand Slam-győztes teniszező, Kim Clijsters visszatérése után elhatározta, hogy újrakezdi aktív sportkarrierjét. Ezt 2010. február 16-án, a harminckettedik születésnapján jelentette be, ahogy azt is, hogy kizárólag a magasugrásra és a londoni olimpiára koncentrál.
Mindössze néhány héttel azután, hogy ötödik lett a barcelonai Európa-bajnokságon, ismertté vált, hogy újra terhes. Bár az év további versenyeit kihagyta, végleges visszavonulását nem erősítették meg. 2011. június 15-én, négy hónappal második lánya születése után kijelentette, hogy újfent visszatér, és célja az olimpiai cím megvédése.

## Egyéni legjobbjai

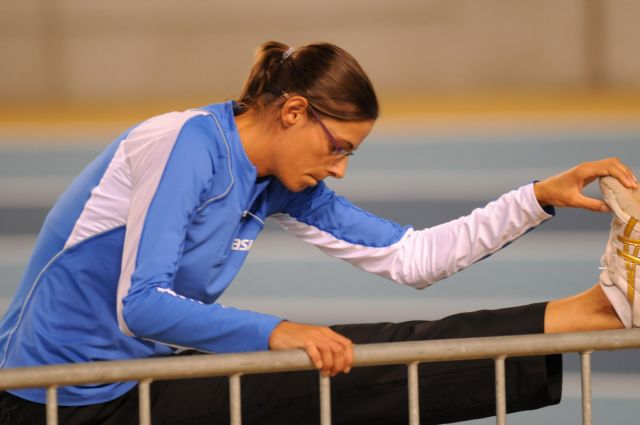
Hellebaut nyújtás közben egy fedett pályás versenyen 2008-ban

- 60 méteres gátfutás - 8,50 s (2006)
- 100 méteres gátfutás - 13,91 s (2006)
- 200 méteres síkfutás - 24,65 s (2006)
- 800 méteres síkfutás - 2:14,75 s (2006)
- Hármasugrás - 13,05 m (2001)
- Távolugrás (fedett) - 6,42 m (2007)
- Távolugrás (szabadtér) - 6,44 m (2007)
- Súlylökés - 13,85 m (2008)
- Gerelyhajítás - 44,37 m (2001)
- Magasugrás (fedett) - 2,05 m (2007)
- Magasugrás (szabadtér) - 2,05 m (2008)
- Hétpróba - 6201 pont (2006)
- Ötpróba - 4877 pont (2007)

## Magánélete
Tízévesen, születési nevén, Tia Van Haverként kezdte atlétázó pályafutását. Édesanyja újraházasodása után úgy döntött mostohaapja, Joris Hellebaut nevét veszi fel.